# Misery Inc.
 (juillet 2021).
Pour les articles homonymes, voir Misery.
Misery Inc. est un groupe de heavy metal finlandais, originaire de Myrskylä. Les premiers membres sont Janne (guitare), Jukka (basse), Jonttu (batterie) et Jukkis (chant). Le groupe se sépare en 2008.

## Biographie
Le groupe est formé en octobre 2001 à Myrskylä. Il comprend initialement Janne (guitare), Jukka (basse), Jonttu (batterie) et Jukkis (chant). Teemu Ylamaki les rejoint plus tard comme second guitariste. Le groupe enregistre ses premières démos qui attirent l'intérêt du label ZYX Records.
En 2003, Misery Inc. publie son premier album studio, Yesterday's Grave, avec Jukkis Huuhtanen au chant. Le groupe fait face à des problèmes de formation après le départ du bassiste Keisala en 2005, et désormais les parties vocales sont endossées par Jules Naveri et Niko Mankinen. Le groupe enregistre un deuxième album, Random End, en 2006, cette fois au label Firebox Records, qui annoncera sa sortie pour le 27 février la même année,. Misery Inc. perd encore un autre membre en 2007, Naveri, pour des raisons personnelles. Ce départ n'empêche pas le groupe d'enregistrer un troisième album intitulé  Breedgreedbreed, publié par le label Johanna. 
Un an plus tard, en 2008, le groupe se sépare.

## Membres
- Niko Mankinen - chant clair (2005-2008)
- Mikko Herranen  - chant guttural (2008)
- Janne Tolonen - guitare (2001-2008)
- Teemu Ylämäki - guitare (2001-2008)
- Aki Heikinheimo - basse (2005-2008)
- Joonas Kauppinen - batterie (2001-2008)

## Discographie

### Albums studio
- 2003 : Yesterday's Grave
- 2006 : Random End
- 2007 : Breedgreedbreed

### CDS
- 2007 : Modern Day Human Waste CDS

## Clips vidéos
- 2006 : Fallen Rage (réalisé par Jani Saajanaho)